# Dina Babbitt
Dina Gottliebova-Babbitt (ur. 21 stycznia 1923 w Brnie, zm. 29 lipca 2009 w Felton (Kalifornia)) – czesko-amerykańska artystka narodowości żydowskiej, więźniarka obozu koncentracyjnego Auschwitz-Birkenau.

## Życiorys
W czasie II wojny światowej, z uwagi na żydowskie pochodzenie, w 1943 została deportowana wraz z rodziną do niemieckiego obozu koncentracyjnego Auschwitz-Birkenau. W obozie namalowała obrazek Królewny Śnieżki w baraku dziecięcym, co dostrzegł lekarz SS Josef Mengele, który wydał jej w 1944 polecenie namalowania akwarelami portretów Romów, wykorzystywanych do jego pseudonaukowych eksperymentów.
Po wojnie Dina Gottliebova-Babbitt wyjechała do USA. Tam została drugą żoną amerykańskiego rysownika Artura Babbitta. Pracowała w Los Angeles dla największych studiów animacji, rysując między innymi tak kultowe postacie, jak Wile E. Coyote, Speedy Gonzales, Kaczor Daffy i Ptaszek Tweety.
W latach 70. XX wieku, Państwowe Muzeum Auschwitz-Birkenau odkupiło od byłych więźniów 7 zachowanych obrazów. Obrazy sygnowane były podpisem „Dina 1944”. Muzeum doprowadziło do przyjazdu artystki do Polski i identyfikacji tych obrazów jako jej prac. Artystka poprosiła o ich zwrot, jednak władze muzeum odmówiły, argumentując, że prace nigdy nie były jej własnością, lecz częścią pseudomedycznego archiwum dra Mengele.

## Próba odzyskania prac
Pod koniec lat 90. XX wieku, Dina Gottliebova-Babbitt podjęła kolejną próbę odzyskania obrazów. Poparcia artystce udzielili: Departament Stanu Stanów Zjednoczonych, The Pollock-Krasner Foundation, The David S. Wyman Institute for Holocaust Studies oraz osoby prywatne. W sprawie zwrotu prac organizowane były petycje, między innymi w środowisku rysowników, m.in. znany rysownik Joe Kubert zorganizował petycję postulującą zwrot artystce jej akwarel, którą podpisało 450 karykaturzystów i rysowników z całego świata.
Przekazaniu obrazów sprzeciwiła się dyrekcja muzeum oraz Międzynarodowa Rada Oświęcimska, a także różne stowarzyszenia i instytucje Romów. Samo pojęcie „zwrotu” stanowiło pewne nadużycie. Wiele innych przedmiotów artystycznych było bowiem tworzone przez więźniów na potrzeby SS (choćby słynna brama Arbeit macht frei, zdjęcia stykowe więźniów, plany architektoniczne czy inne rysunki i obrazy robione na polecenie SS). Posiadanie osobistych praw autorskich nie decyduje o prawach majątkowych do tych dzieł.